# Ladoffa rubriguttata
Ladoffa rubriguttata är en insektsart som beskrevs av Walker 1851. Ladoffa rubriguttata ingår i släktet Ladoffa och familjen dvärgstritar. Inga underarter finns listade i Catalogue of Life.